# Seleção do Taipé Chinês de Voleibol Masculino
A seleção do Taipé Chinês de voleibol masculino é uma equipe asiática composta pelos melhores jogadores de voleibol da República da China (Taiwan). A equipe é mantida pela Associação de Voleibol do Taipé Chinês. Encontra-se na 33ª posição do ranking mundial da Federação Internacional de Voleibol segundo dados de 22 de agosto de 2016.
Possui uma única aparição em Campeonatos Mundiais, quando finalizou na 15ª posição entre as 16 seleções participantes da competição realizada na França, em 1986. No Campeonato Asiático nunca esteve no pódio em 16 participações, mas esteve próximo em duas oportunidades quando terminou em quarto lugar nas edições de 1983 e 1997.
Em 2016 participou pela primeira vez da Liga Mundial integrando uma das doze seleções do Terceiro Grupo, avançando a fase final em Frankfurt, na Alemanha, mas perdeu nas semifinais para os anfitriões e na disputa do bronze para a Grécia. Na edição de 2017 não repetiu a mesma campanha e ficou na fase de classificação com apenas duas vitórias em seis jogos.